# Grünau im Almtal
Grünau im Almtal – miejscowość i gmina w Austrii, w kraju związkowym Górna Austria, w powiecie Gmunden. Leży w Salzkammergut.